# Krefelder Eifelheim
Das Krefelder Eifelheim ist eine Schutzhütte der Sektion Krefeld des Deutschen Alpenvereins (DAV). Sie liegt in der Eifel in Deutschland. Es handelt sich um eine Selbstversorgerhütte. Sie ist ganzjährig geöffnet.

## Geschichte
Die Sektion Krefeld wurde am 27. April 1894 in Krefeld als Sektion Crefeld des Deutschen und Österreichischen Alpenvereins (DuÖAV) gegründet. Die Wandergruppe und Klettergruppe der Sektion Krefeld zog es an den Wochenenden sehr oft in die Eifel. Um dort einen Stützpunkt zu haben, suchte man ein geeignetes Objekt. Der Zufall kam zu Hilfe. Ein ehemaliges Behelfsheim am Ufer der Rur und am Südhang des Mühlenberges stand zum Verkauf. Bei der Sitzung am 27. Oktober 1955 wurde einstimmig beschlossen, dieses Behelfsheim zu kaufen. Viel war zu tun, damit dieses Haus für die Zwecke des DAV genutzt werden konnte. 1973 erhielt das Hausener Eifelheim fließendes Wasser. Im Jahre 1981 bekam die Hütte einen zusätzlichen Bautrakt, er verfügte über Waschräume und Toiletten. So wurde in den Jahren 1955 bis 1994 aus einem Behelfsheim eine DAV-Hütte, die bei vielen Sektionsmitgliedern mehr als beliebt ist. Ganz in der Nähe befindet sich die Duisburger Eifelhütte.

## Lage
Das Krefelder Eifelheim liegt inmitten der Nordeifel, im Dorf Hausen in der Nähe der Stadt Heimbach im Kreis Düren.

## Zustieg
Es existiert ein Parkplatz am Haus.

## Hütten in der Nähe
- Duisburger Eifelhütte, Selbstversorgerhütte, (230 m ü. NHN)
- Mülheimer Eifelhütte, Selbstversorgerhütte, (185 m ü. NHN)
- Dürener Hütte, Selbstversorgerhütte, (350 m ü. NHN)
- Düsseldorfer Eifelhütte, Selbstversorgerhütte, (222 m ü. NHN)
- Kölner Eifelhütte, Selbstversorgerhütte, (214 m ü. NHN)
- Rheydter Hütte, Selbstversorgerhütte, (378 m ü. NHN)
- Eifeler Haus Vogelsang, Selbstversorgerhütte, (489 m ü. NHN)[3]

## Tourenmöglichkeiten
- Blenser Zickzack, 18 km, 6 Std.
- Von Blens nach Mariawald, 15,6 km, 5,5 Std.
- Geheimnisvolle Hausener Terrassen, 5 km, 1,5 Std.
- Rund um Blens, 17,4 km, 5,5 Std.
- Buchenhallen und Eichenhänge (Themen-Tour 2), 13,6 km, 4,5 Std.
- Fünf auf einen Streich, 14,5 km, 4,5 Std.[4]

## Klettermöglichkeiten
- Klettern in der Eifel[5]
- Klettern in der Eifel[6]

## Skifahren
- Skigebiete in der Eifel[7]

## Karten
- Eifelwandern 1 – Hohes Venn, Hürtgenwald, Rurtal: Wanderkarte mit Radwegen, Blatt 31-562, 1:25.000, Düren, Eschweiler, Kreuzau, Nideggen, Schmidt, (NaturNavi Wanderkarte mit Radwegen) Landkarte – Gefaltete Karte ISBN 978-3-96099-123-6
- Nationalpark Eifel, Wanderkarte 1:50.000, Nideggen – Monschau – Scheliden (Freytag & Berndt Wander-Rad-Freizeitkarten) Landkarte – Gefaltete Karte ISBN 978-3-7079-2043-7
- Eifelwandern 3 – Nationalpark Eifel, Rureifel: Wanderkarte mit Radwegen, Blatt 31-561, 1:25.000, Gemünd, Heimbach, Monschau, Rursee, Schleiden, (NaturNavi Wanderkarte mit Radwegen) Landkarte – Gefaltete Karte ISBN 978-3-96099-125-0